# Graye-et-Charnay
Graye-et-Charnay è un comune francese di 145 abitanti situato nel dipartimento del Giura nella regione della Borgogna-Franca Contea.

## Società

### Evoluzione demografica
Abitanti censiti